# Os central du carpe
L'os central du carpe est un os accessoire du carpe existant à l'état embryonnaire. Il fusionne rapidement avec le scaphoïde pour en former la partie distale articulaire avec le trapèze et trapézoïde.
Il reste exceptionnellement surnuméraire chez l'humain.

## Description
L'os central du carpe est, lorsqu'il est présent, situé sur la face dorsale du poignet entre le scaphoïde, le trapèze et le capitatum. L'os est présent dans presque tous les embryons humains de 17 à 49  mm de longueur, mais fusionne ensuite généralement avec le côté ulnaire du scaphoïde ou parfois avec le capitatum ou le trapèze.

## Anatomie comparée
L'os central du carpe est un osselet présent entre les deux rangées distale et proximale des os du carpe chez de nombreuses espèces animales. Mais le lien entre l'os surnuméraire de l'espèce humaine et celui des autres espèces animales n'est pas démontré. Chez la plupart des primates, y compris les orangs-outans et les gibbons, l'os central est un os indépendant attaché au scaphoïde par des ligaments solides. Chez les singes africains et les humains, l’os central fusionne normalement avec le scaphoïde au début du développement. Chez les chimpanzés, l'os fusionne avec le scaphoïde après la naissance.
Les chercheurs ont interprété la fusion scaphoïde-centrale comme une adaptation fonctionnelle à la marche avec les articulations,.